# Bóng rổ

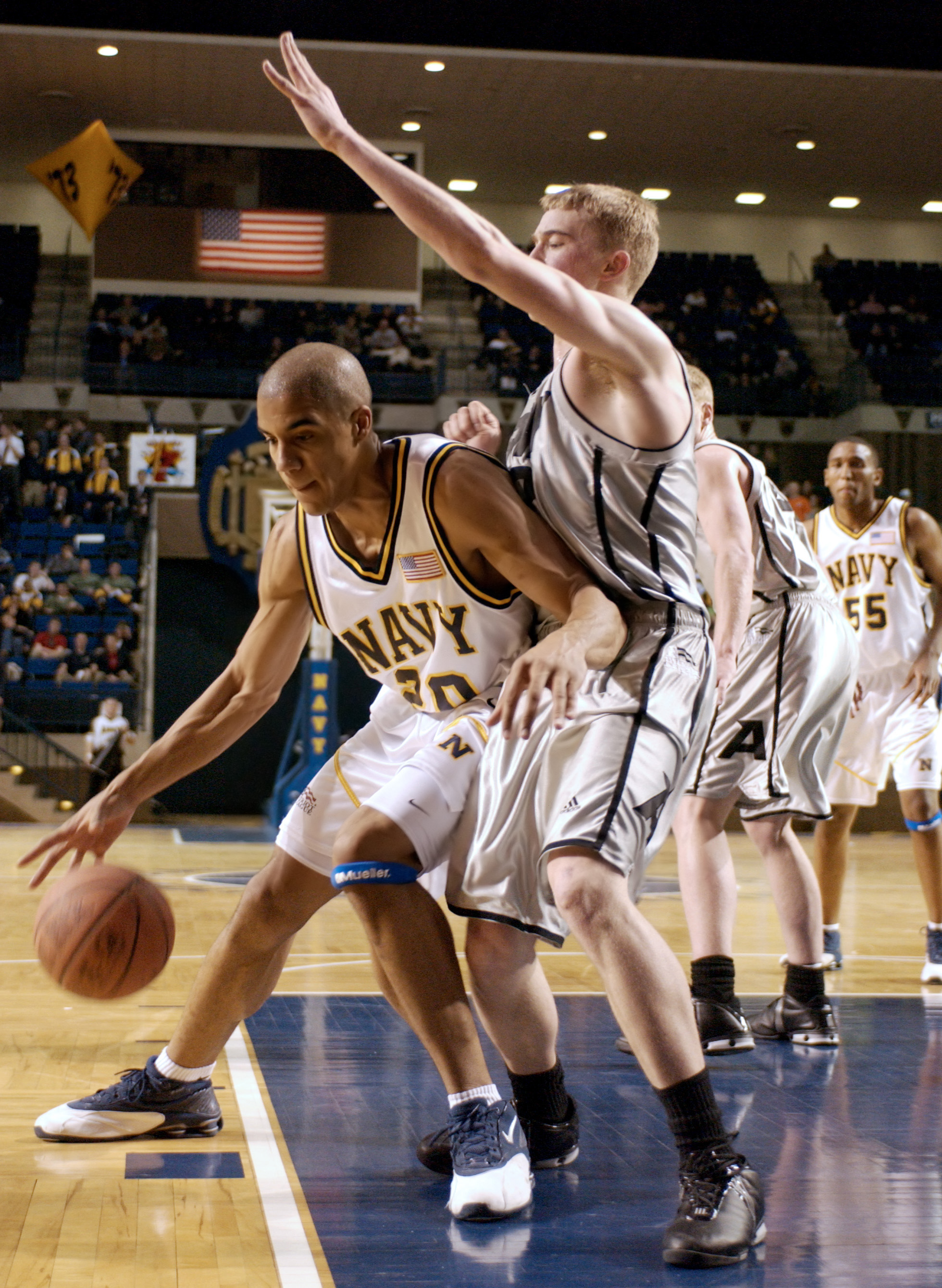
Giải bóng rổ các trường Đại Học Mỹ. Hình: Các cầu thủ của Học viện Hải quân Hoa Kỳ đang tấn công.

Bóng rổ là một môn thể thao đồng đội, trong đó hai đội, thường gồm năm hoặc ba cầu thủ, đối đầu nhau trên một sân hình chữ nhật hoặc nửa sân đối với bóng rổ ba đấu ba, cạnh tranh với mục tiêu chính của ném một quả bóng (đường kính khoảng 9,4 inch (24 cm) qua vòng đai của rổ (đường kính 18 inch (46 cm) cao 10 foot (3,048 m) được gắn trên một tấm bảng ở mỗi đầu của sân) trong khi ngăn chặn đội đối phương làm điều tương tự vào rổ của phe mình. Một cú ném rổ gần trong phạm vi quy định có giá trị hai điểm, còn cú ném rổ được thực hiện từ phía sau vạch ba điểm sẽ có giá trị ba điểm. Sau khi phạm lỗi, thời gian dừng chơi và người chơi bị phạm lỗi hoặc được chỉ định để ném phạm lỗi kỹ thuật được cung cấp một hoặc nhiều cú ném phạt một điểm, ngoài ra còn có phạt nhận được đường banh ( cầu thủ đội có người bị phạm lỗi sẽ được phát banh từ vị trí phạm lỗi ngoài biên ). Đội nào có nhiều điểm nhất vào cuối trận sẽ thắng, nhưng nếu trận đấu kết thúc với số điểm hòa, thì một khoảng thời gian chơi bổ sung (thêm giờ) là bắt buộc.
Người chơi đẩy bóng bằng cách đập nảy nó trong khi đi hoặc chạy (rê bóng) hoặc bằng cách chuyền nó cho đồng đội, cả hai đều đòi hỏi kỹ năng đáng kể. Khi tấn công, người chơi có thể sử dụng nhiều cách khác nhau như lên rổ (layup), ném rổ (shoot) hoặc úp rổ (dunk); khi phòng thủ, họ có thể cướp bóng từ một người điều bóng, đánh chặn hoặc chặn cú ném rổ; các hành vi tấn công hoặc phòng thủ có thể được ném lại, đó là, một cú đánh bị trượt nảy ra từ vành rổ hoặc bảng gắn rổ. Sẽ là vi phạm luật khi nhấc hoặc kéo chân trụ mà không rê bóng, mang bóng hoặc cầm bóng bằng cả hai tay sau đó tiếp tục rê bóng.
Năm cầu thủ ở mỗi bên rơi vào năm vị trí chơi, cầu thủ cao nhất thường là center là trục của toàn đội, thường giao tranh ở khu vực cận rổ ( hình thang/vuông ) có tầm nhìn rộng để phòng thủ và khả năng nhận banh rebound. Người có chiều cao ngang hoặc thấp hơn Trung phong một chút và mạnh về khả năng tấn công cận rổ là power forward, người có khả năng di chuyển nhanh nhẹn và chuyền banh là small forward, người chơi thấp hơn, có khả năng xử lý bóng và ném tốt sẽ là shooting guard, và người thực hiện chiến thuật của huấn luyện viên bằng cách quản lý việc thực hiện các lối chơi tấn công và phòng thủ (định vị cách chơi), điều phối bóng là hậu vệ dẫn bóng (Point Guard). Một cách không chính thức, bóng rổ có thể chơi theo các kiểu: ba đấu ba, hai đấu hai và một - một.
Được phát minh vào năm 1891 bởi giáo viên thể dục người Mỹ gốc Canada James Naismith ở Springfield, Massachusetts, Hoa Kỳ, bóng rổ đã phát triển để trở thành một trong những môn thể thao phổ biến và được xem rộng rãi nhất trên thế giới. Hiệp hội Bóng rổ Quốc gia (NBA) là giải đấu bóng rổ chuyên nghiệp lớn nhất trên thế giới về mức độ phổ biến, mức lương, tài năng và mức độ cạnh tranh. Bên ngoài Bắc Mỹ, các câu lạc bộ hàng đầu từ các giải đấu quốc gia đủ điều kiện đến các giải vô địch lục địa như EuroLeague và Giải vô địch bóng rổ châu Mỹ. World Cup bóng rổ FIBA và Giải bóng rổ Olympic nam là những sự kiện quốc tế lớn của môn thể thao này và thu hút các đội tuyển quốc gia hàng đầu từ khắp nơi trên thế giới. Mỗi lục địa tổ chức các cuộc thi trong khu vực cho các đội tuyển quốc gia, như EuroBasket và FIBA AmeriCup.
Giải bóng rổ thế giới bóng rổ nữ FIBA và Giải bóng rổ Olympic nữ có các đội tuyển quốc gia hàng đầu từ các giải vô địch lục địa. Giải đấu chính ở Bắc Mỹ là WNBA (Giải vô địch bóng rổ hạng I NCAA dành cho nữ cũng rất phổ biến), trong khi các câu lạc bộ mạnh nhất châu Âu tham gia EuroLeague Women.
Tiếng Việt trước năm 1975 ở Miền Nam Việt Nam còn dùng danh từ lam cầu cho bộ môn bóng rổ.

## Lịch sử

### Hình thành

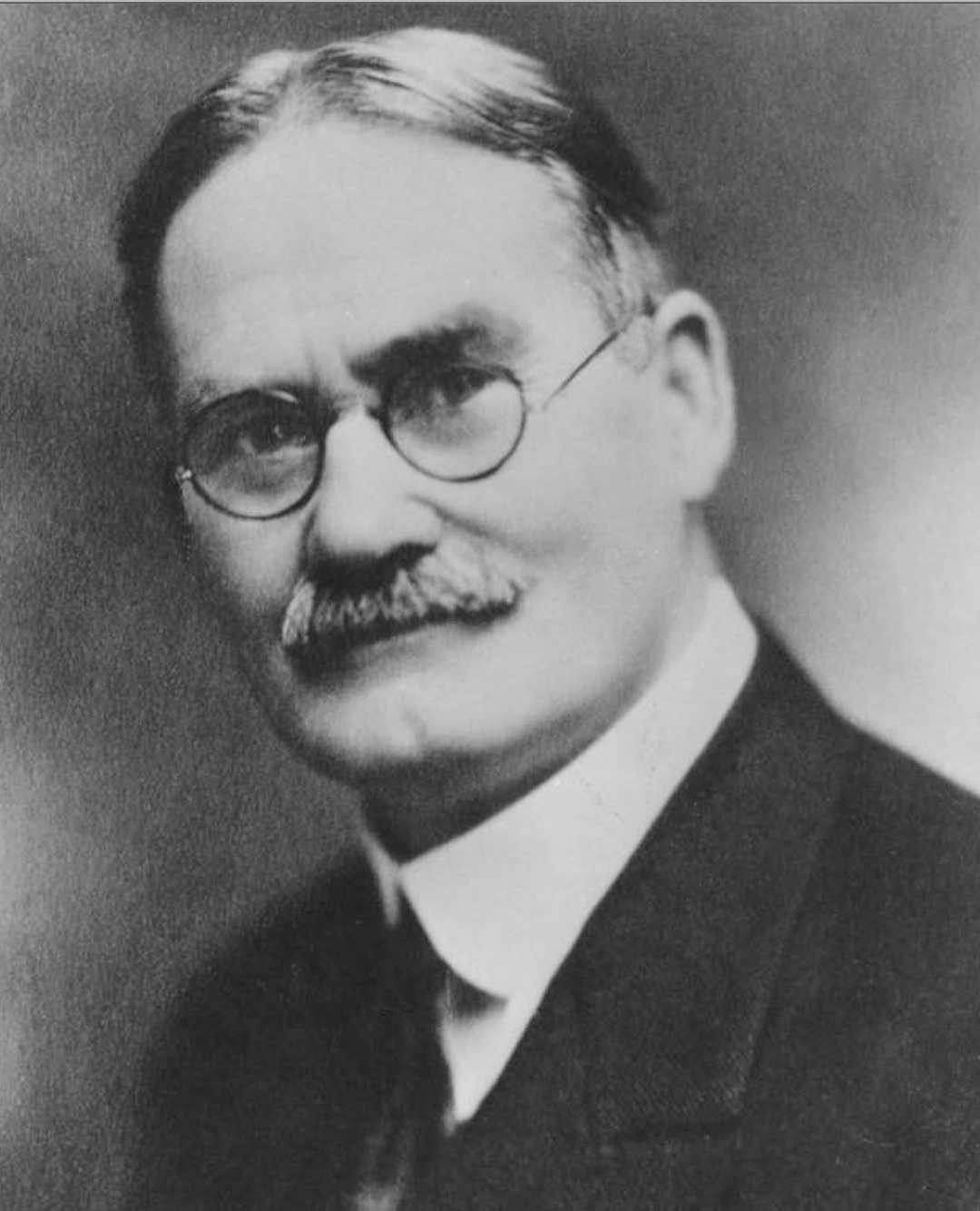
Tiến sĩ James Naismith, người phát minh ra môn thể thao bóng rổ

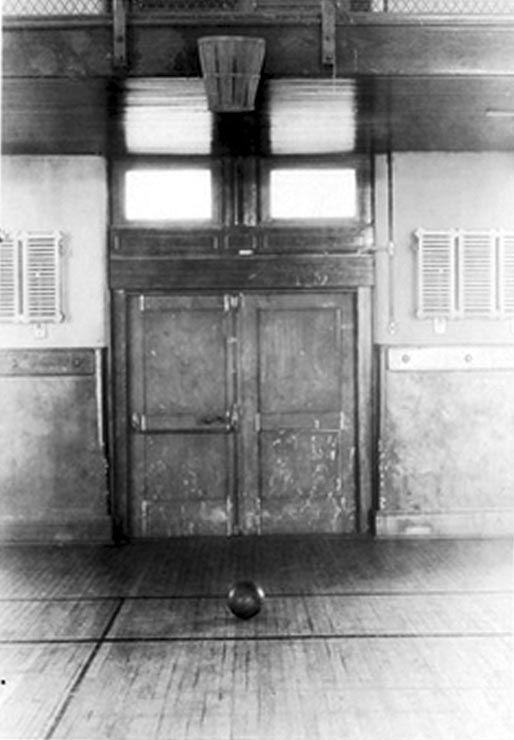
Sân bóng rổ đầu tiên: Springfield College

Đầu tháng 12 năm 1891, James Naismith, người Canada, một giáo sư và người huấn luyện giáo dục thể chất tại Trường Đào tạo Hiệp hội Cơ đốc trẻ Quốc tế  (YMCA) (ngày nay, Trường Cao đẳng Springfield) ở Springfield, Massachusetts, đã cố gắng giữ lớp học tập thể dục của mình hoạt động vào một ngày mưa. Ông tìm kiếm một trò chơi trong nhà mạnh mẽ để giữ cho học sinh của mình được ở lại và ở mức độ phù hợp của thể dục trong mùa đông dài ở New England. Sau khi từ chối các ý tưởng khác vì quá thô hoặc kém phù hợp với các phòng tập thể dục treo tường, ông đã viết các quy tắc cơ bản và đóng đinh một giỏ đào lên 10 foot (3,0 m) đường ray trên cao. Trái ngược với lưới bóng rổ hiện đại, giỏ đào này vẫn giữ được đáy của nó và các quả bóng phải được lấy bằng tay sau mỗi "rổ" hoặc điểm ghi được; tuy nhiên, điều này tỏ ra không hiệu quả, do đó, đáy của rổ đã bị loại bỏ, cho phép các quả bóng được rơi ra với một chốt dài mỗi lần.

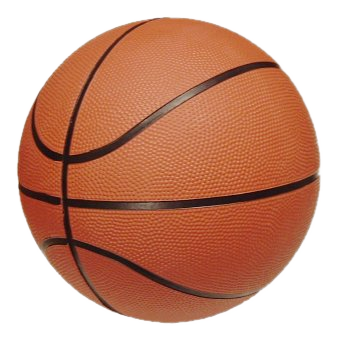
Trái bóng rổ hiện đại

Bóng rổ ban đầu được chơi với một quả bóng đá. Vào thời điểm đó, những quả bóng tròn từ "bóng đá" đã được tạo ra với một bộ dây buộc để đóng lỗ cần thiết để chèn túi bàng quang bơm hơi sau khi các đoạn khác của vỏ bóng được lật ra bên ngoài. Những dây buộc này có thể gây khó khi những đường chuyền nảy và rê bóng là không thể đoán trước. Cuối cùng, một phương pháp may bóng không có ren đã được phát minh, và sự thay đổi trong trò chơi này đã được Naismith chứng thực. (Trong khi đó trong bóng đá Mỹ, việc giữ ren trên bóng tỏ ra thuận lợi cho việc nắm bóng và được duy trì cho đến ngày nay.) Những quả bóng đầu tiên được làm riêng cho bóng rổ có màu nâu, và chỉ đến cuối những năm 1950, Tony Hinkle, thấy rằng một quả bóng sẽ dễ thấy hơn đối với người chơi và khán giả, đã giới thiệu quả bóng màu cam hiện đang được sử dụng phổ biến. Rê bóng không phải là một phần của trò chơi ban đầu ngoại trừ "đường chuyền nảy" cho đồng đội. Chuyền bóng là phương tiện chính của chuyển động bóng. Rê bóng cuối cùng đã được giới thiệu nhưng bị giới hạn bởi hình dạng bất đối xứng của những quả bóng ban đầu.  Rê bóng trở nên phổ biến vào năm 1896, với quy tắc chống rê bóng đôi vào năm 1898.

Bóng rổ kiểu cũ có dây buộc

Các giỏ đào đã được sử dụng cho đến năm 1906 khi cuối cùng chúng được thay thế bằng vòng kim loại với các tấm nền. Một sự thay đổi tiếp theo đã sớm được thực hiện, để bóng đơn giản chỉ rơi qua rổ. Bất cứ khi nào một người có bóng trong rổ, đội của anh ta sẽ giành được một điểm. Đội nào giành được nhiều điểm nhất sẽ thắng trận đấu. Các giỏ ban đầu được đóng đinh vào ban công gác lửng của sân chơi, nhưng điều này tỏ ra không thực tế khi khán giả ở ban công bắt đầu can thiệp vào các cảnh quay. Tấm bảng đen đã được giới thiệu để ngăn chặn sự can thiệp này; nó có tác dụng bổ sung là cho phép các cú đánh bật lại. Nhật ký viết tay của Naismith, được cháu gái của ông phát hiện vào đầu năm 2006, cho thấy ông rất lo lắng về trò chơi mới mà ông đã phát minh ra, trong đó kết hợp các quy tắc từ một trò chơi trẻ em có tên là duck on a rock, vì nhiều người đã thất bại trước đó.
Frank Mahan, một trong những người chơi từ trò chơi đầu tiên, đã tiếp cận Naismith sau kỳ nghỉ Giáng sinh, đầu năm 1892, hỏi ông dự định gọi trò chơi mới của mình là gì. Naismith trả lời rằng ông đã không nghĩ về nó bởi vì anh ta đã tập trung vào việc bắt đầu trò chơi. Mahan cho rằng nó được gọi là "quả bóng Naismith", lúc đó ông cười, nói rằng một cái tên như thế sẽ giết chết bất kỳ trò chơi nào. Mahan sau đó nói, "Tại sao không gọi nó là bóng rổ?" Naismith trả lời: "Chúng tôi có một cái rổ và một quả bóng, và dường như đó sẽ là một cái tên hay cho nó."  Trò chơi chính thức đầu tiên được chơi trong nhà thi đấu YMCA ở Albany, New York, vào ngày 20 tháng 1 năm 1892, với chín người chơi. Trò chơi kết thúc với tỷ số 1-0; cú ném rổ được thực hiện từ 25 foot (7,6 m), trên một sân bóng chỉ bằng một nửa sân Streetball hoặc sân của Hiệp hội Bóng rổ Quốc gia (NBA) ngày nay.
Vào thời điểm đó, bóng đá đang được chơi với 10 người một đội (được tăng lên 11 sau đó). Khi thời tiết mùa đông quá lạnh để chơi bóng đá, các đội được đưa vào trong nhà, và thật thuận tiện khi họ chia làm đôi và chơi bóng rổ với năm người mỗi bên. Đến năm 1897-1898 đội gồm năm người đã trở thành tiêu chuẩn.

### Bóng rổ đại học

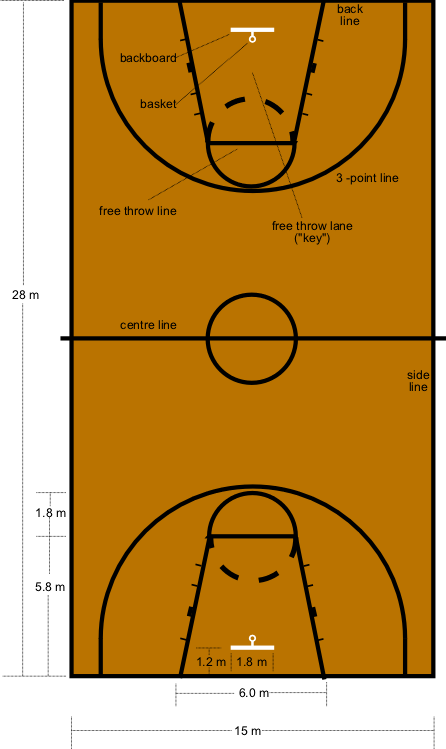
Kích thước sân bóng rổ

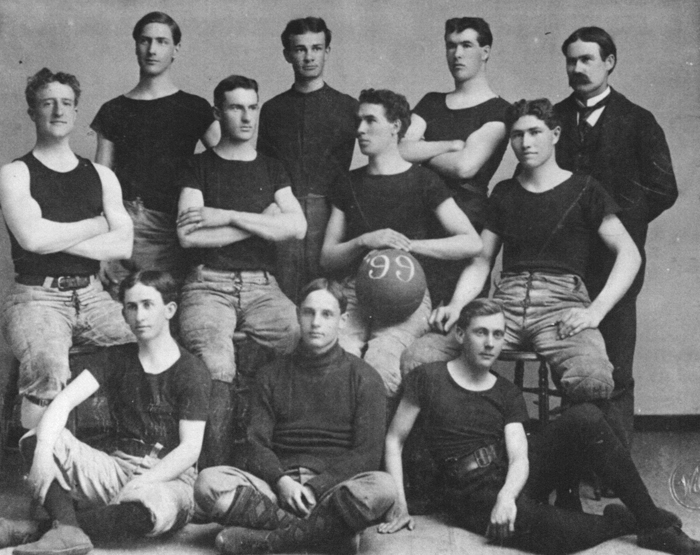
Đội bóng rổ của Đại học Kansas năm 1899, với James Naismith ở phía sau, bên phải.

Các tín đồ ban đầu của bóng rổ đã được gửi đến các YMCA trên khắp Hoa Kỳ và nó nhanh chóng lan rộng khắp Hoa Kỳ và Canada. Đến năm 1895, nó đã được thành lập tại một số trường trung học dành cho phụ nữ. Mặc dù YMCA chịu trách nhiệm ban đầu phát triển và truyền bá trò chơi, nhưng trong một thập kỷ, nó không khuyến khích môn thể thao mới này, khi trò chơi thô bạo và đám đông ồn ào bắt đầu làm mất đi nhiệm vụ chính của YMCA. Tuy nhiên, các câu lạc bộ thể thao nghiệp dư, cao đẳng và câu lạc bộ chuyên nghiệp khác nhanh chóng lấp đầy khoảng trống. Trong những năm trước Thế chiến I, Liên đoàn thể thao nghiệp dư và Hiệp hội thể thao liên trường Hoa Kỳ (tiền thân của NCAA) đã tranh giành quyền kiểm soát các quy tắc của trò chơi. Giải đấu chuyên nghiệp đầu tiên, Giải bóng rổ quốc gia, được thành lập vào năm 1898 để bảo vệ người chơi khỏi bị bóc lột và để quảng bá cho một trò chơi ít thô bạo hơn. Giải đấu này chỉ kéo dài năm năm.
James Naismith là nhân tố chính trong việc thành lập bóng rổ đại học. Đồng nghiệp CO Beamis của anh đã huấn luyện đội bóng rổ đại học đầu tiên chỉ một năm sau trận đấu Springfield YMCA tại ngoại ô Pittsburgh Geneva College. Bản thân Naismith sau đó đã huấn luyện tại Đại học Kansas trong sáu năm, trước khi trao dây cương cho huấn luyện viên nổi tiếng Forrest "Phog" Allen. Môn đệ của Naismith, Amos Alonzo Stagg, đã mang bóng rổ đến Đại học Chicago, trong khi Adolph Rupp, một sinh viên của Naismith ở Kansas, rất thành công với tư cách là huấn luyện viên tại Đại học Kentucky. Vào ngày 9 tháng 2 năm 1895, trò chơi 5 trên 5 liên trường đầu tiên được chơi tại Đại học Hamline giữa Hamline và Trường Nông nghiệp, liên kết với Đại học Minnesota. Trường Nông nghiệp đã thắng 9-3.
Năm 1901, các trường đại học, bao gồm Đại học Chicago, Đại học Columbia, Đại học Cornell, Đại học Dartmouth, Đại học Minnesota, Học viện Hải quân Hoa Kỳ, Đại học Colorado và Đại học Yale bắt đầu tài trợ cho các trò chơi của nam giới. Năm 1905, chấn thương thường xuyên trên sân bóng đã khiến Tổng thống Theodore Roosevelt đề nghị các trường đại học thành lập một cơ quan quản lý, dẫn đến việc thành lập Hiệp hội Thể thao Liên trường Hoa Kỳ (IAAUS). Năm 1910, cơ quan đó sẽ đổi tên thành Hiệp hội thể thao trường đại học quốc gia (NCAA). Trận bóng rổ liên đại học đầu tiên của Canada được chơi tại YMCA ở Kingston, Ontario vào ngày 6 tháng 2 năm 1904, khi trường đại học McGill, trường đại học đã đến thăm Đại học Queen. McGill thắng 9-7 sau khi đấu thêm giờ; điểm số là 7-7 khi kết thúc phần chơi quy định và thời gian đấu thêm mười phút đã có kết quả. Một lượng khán giả đông đảo đã theo dõi trận đấu.
Giải đấu vô địch quốc gia cho nam đầu tiên, Hiệp hội quốc gia của liên trường bóng rổ giải đấu, mà vẫn còn tồn tại như các Hiệp hội quốc gia của liên trường Điền kinh (NAIA) giải đấu, được tổ chức vào năm 1937. Giải vô địch quốc gia đầu tiên cho các đội NCAA, Giải đấu mời quốc gia (NIT) tại New York, được tổ chức vào năm 1938; giải đấu quốc gia NCAA sẽ bắt đầu một năm sau đó. Bóng rổ đại học đã bị rung chuyển bởi các vụ bê bối cờ bạc từ năm 1948 đến 1951, khi hàng chục cầu thủ từ các đội hàng đầu có liên quan đến việc dàn xếp tỷ số trận đấu và cạo điểm. Một phần do là một hiệp hội thể thao gian lận, NIT mất đi tài trợ cho giải đấu NCAA.

### Bóng rổ trung học

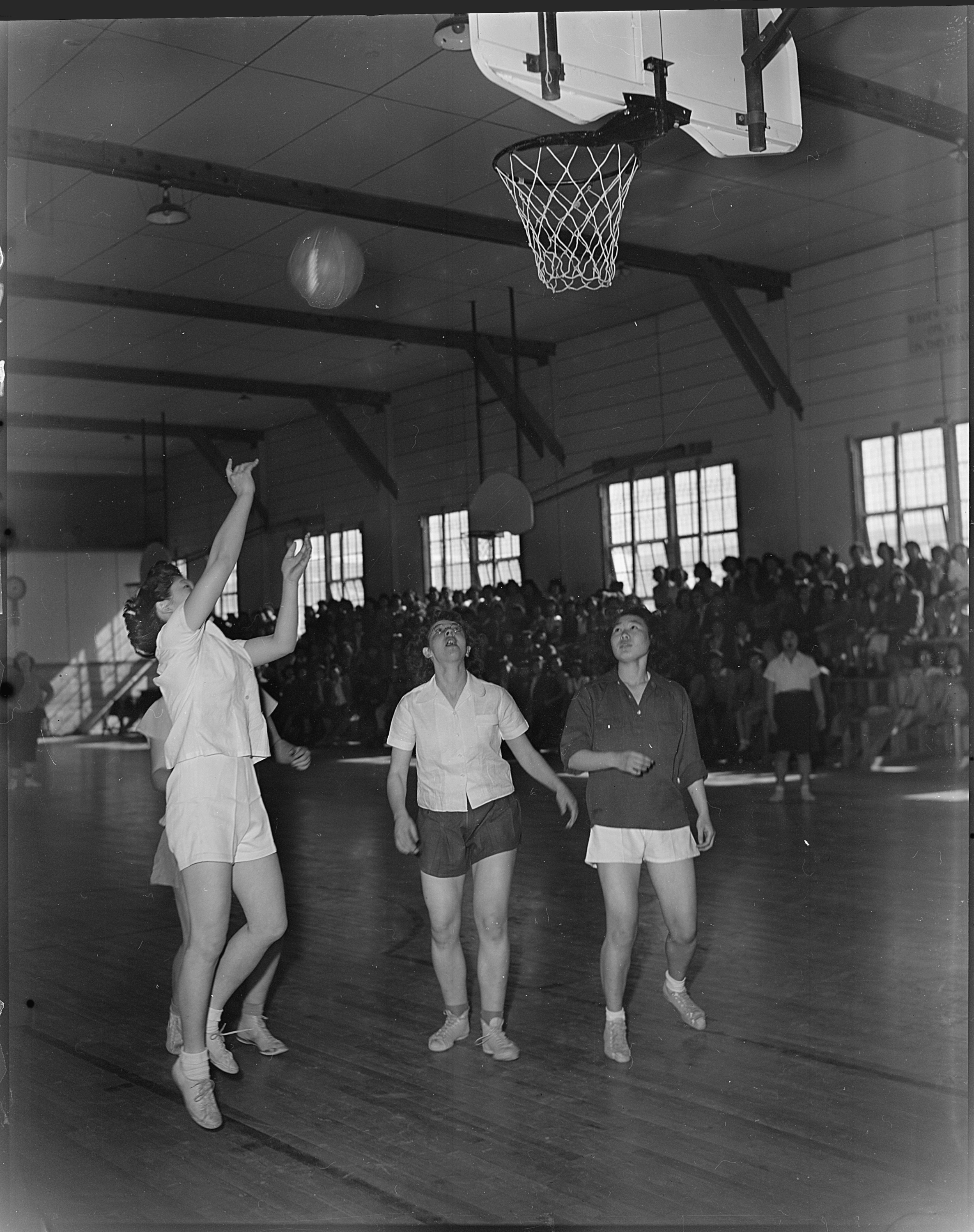
Một trận bóng rổ giữa các đội nữ của Trường trung học Heart Mountain và Powell, bang Utah, tháng 3 năm 1944

Trước khi hợp nhất khu học chánh rộng rãi, hầu hết các trường trung học Mỹ đều nhỏ hơn nhiều so với các trường trung học ngày nay. Trong những thập kỷ đầu tiên của thế kỷ 20, bóng rổ nhanh chóng trở thành môn thể thao liên trường lý tưởng do các yêu cầu về thiết bị và nhân sự khiêm tốn. Trong những ngày trước khi truyền hình phủ sóng rộng rãi các môn thể thao chuyên nghiệp và đại học, sự phổ biến của bóng rổ trường trung học là vô song ở nhiều nơi trên nước Mỹ. Có lẽ huyền thoại nhất trong các đội bóng của trường trung học là Franklin Wonder Five của Indiana, đã gây bão toàn quốc trong những năm 1920, thống trị bóng rổ Indiana và giành được sự công nhận cấp quốc gia.
Ngày nay, hầu như mọi trường trung học ở Hoa Kỳ đều tổ chức một đội bóng rổ trong cuộc thi varsity. Mức độ phổ biến của bóng rổ vẫn cao, cả ở khu vực nông thôn nơi họ mang bản sắc của toàn bộ cộng đồng, cũng như tại một số trường lớn hơn được biết đến với các đội bóng rổ của họ, nơi nhiều cầu thủ tiếp tục tham gia thi đấu ở cấp độ cao hơn sau khi tốt nghiệp. Trong mùa 20161717, 980.673 nam và nữ đại diện cho các trường của họ trong cuộc thi bóng rổ liên trường, theo Liên đoàn các trường trung học quốc gia Hoa Kỳ. Các bang Illinois, Indiana và Kentucky đặc biệt nổi tiếng vì sự tận tâm của cư dân đối với bóng rổ ở trường trung học, thường được gọi là Hoosier Hysteria ở Indiana; bộ phim được đánh giá cao Hoosiers cho thấy ý nghĩa sâu sắc của bóng rổ trường trung học đối với các cộng đồng này.
Hiện tại không có giải đấu để xác định một nhà vô địch của các trường trung học quốc gia. Nỗ lực nghiêm túc nhất là Giải bóng rổ liên trường quốc gia tại Đại học Chicago từ năm 1917 đến 1930. Sự kiện này được Amos Alonzo Stagg tổ chức và gửi lời mời đến các đội vô địch bang. Giải đấu bắt đầu như một giải chủ yếu ở Trung Tây nhưng đã phát triển lên. Năm 1929, nó có 29 nhà vô địch bang. Đối mặt với sự phản đối của Liên đoàn các trường trung học quốc gia và Hiệp hội các trường đại học và cao đẳng Bắc Trung Bộ Hoa Kỳ, với mối đe dọa của các trường bị mất công nhận, giải đấu cuối cùng đã diễn ra vào năm 1930. Các tổ chức trên cho biết họ lo ngại rằng giải đấu đang được sử dụng để tuyển dụng các cầu thủ chuyên nghiệp từ hàng ngũ học sinh chuẩn bị thi đại học. Giải đấu này không mời các trường dân tộc thiểu số hoặc các trường tư thục/dân tộc.

## Các thành phần của sân
Sân có 2 phần cho 2 đội, 1 đường kẻ ở giữa để phân chia 2 phần sân. Mỗi phần có 1 cung tròn lớn, xung quanh cột rổ, còn gọi là vạch 3 điểm. Ở trong vạch 3 điểm là 1 hình thang cân, dùng làm ranh giới cho các cầu thủ khi phải ném phạt, ngoài ra còn vòng tròn ném phạt, để cầu thủ ném phạt căn được vị trí ném.

## Cách chơi hiện nay
Sau khi lan rộng ra các nước trên thế giới, bóng rổ bắt đầu trở thành môn thể thao quốc tế. Ngày nay, bóng rổ thường được chơi theo 2 dạng:
- Bóng rổ 3×3: mỗi đội 3 người và một bảng rổ, hoặc
- Bóng rổ 5×5: mỗi đội 5 người và hai bảng rổ (có 2 hệ thống là NBA và FIBA).

Điểm được ghi bằng cách đưa bóng vào rổ một cách đúng luật. Đội nào nhiều điểm hơn khi kết thúc trận đấu là đội thắng. Nếu hai đội hòa nhau trong các hiệp đấu chính, thì trận đấu sẽ được tiếp tục bằng các hiệp phụ cho đến khi có tỉ số cách biệt. Có nhiều luật trong môn bóng rổ này.
Ngày nay giải bóng rổ nổi tiếng nhất là giải NBA, tập trung nhiều đội bóng như là New York Knicks, Washington Wizards, Miami Heat, Boston Celtics, và Los Angeles Lakers.

## Thuật ngữ

### Lên rổ
Một tình huống lên rổ trong bóng rổ là một pha tấn công 2 điểm được thực hiện bằng cách bật lên từ dưới rổ, dùng một tay để ném/đưa bóng bật vào bảng rổ hoặc trực tiếp vào rổ. Động tác di chuyển và động tác tay giúp ta phân biệt nó với một cú nhảy ném(jumpshot). Lên rổ được coi là động tác tấn công cơ bản trong bóng rổ. Khi lên rổ, người chơi đưa chân bên ngoài hay chân ở xa rổ hơn lên trước.
Một pha lên rổ không có người theo kèm thường là một tình huống ghi điểm dễ dàng. Mục tiêu khi lên rổ là tiếp cận bảng rổ và tránh bị block bởi người phòng thủ phía trong thường đứng ở khu vực dưới rổ. Các chiến thuật khác khi lên rổ có thể bao gồm tạo khoảng trống hoặc đảo tay. Một người chơi với khả năng bật cao, chạm phía trên rổ có thể chọn một tình huống úp rổ(thả hoặc ném bóng từ phía trên vành rổ)  với độ biểu diễn và tính hiệu quả cao hơn.

### Các thuật ngữ khác
- block: dùng tay chặn trái bóng, ngăn cản không cho đối thủ đưa bóng vào rổ mà không có tình huống phạm lỗi.
- steal: dùng tay cướp quả bóng từ tay đối phương
- rebound: bắt bóng bật bảng
- double-team: 2 người cùng kèm người giữ bóng của đối phương
- 3-pointer: Người chuyên ném 3 điểm
- pick and roll: một loại chiến thuật phối hợp giữa hai cầu thủ tấn công.
- box out: cản không cho đối phương đến gần rổ để "rebound"
- dunk: úp rổ
- lay-up: lên rổ
- go over the back: kỹ thuật đưa bóng qua lưng
- turnover: mất bóng
- one-point game: trận đấu chỉ chênh lệch một điểm
- alley-oops: nhảy lên bắt bóng và cho luôn vào rổ (thường thấy khi có 1 trái missed hoặc airball)
- out of bound: bóng ngoài sân
- starting at center: vị trí trung phong
- Point guard: hậu vệ kiểm soát bóng
- starting shooting guard: hậu vệ chuyên ghi điểm
- 3 point from the corner: ném 3 điểm ngoài góc
- intentional foul: cố ý phạm lỗi (mang tính chiến thuật)
- time out: hội ý
- half-court shot: ném bóng từ giữa sân
- full-court shot: ném bóng nguyên sân (ném bóng từ sân mình sang rổ đối phương)

## Các vị trí
- C: Center - Trung phong: Thường là cầu thủ cao to nhất đội, có khả năng ném rổ ở cự ly gần. Tầm di chuyển hẹp, yêu cầu bắt bóng bật bảng, cản phá các pha tấn công của đối phương, yểm trợ mở đường cho đồng đội lên rổ. Người chơi ở vị trí này thường là có thể hình khổng lồ, ngoài ra kĩ năng không cần điêu luyện như các vị trí khác.
- PF: Power Forward - Tiền phong chính: được coi là người mạnh mẽ nhất trong tranh bóng và phòng thủ của trận đấu, họ chơi ở những vị trí cố định được huấn luyện viên xác định theo đúng chiến thuật đặt ra. Phần lớn là để ghi điểm gần rổ hay tranh bóng gần rổ, nhiệm vụ người chơi ở vị trí này là ghi càng nhiều điểm càng tốt, thường là người chơi gần nhất với Trung phong (center).
- SF: Small Forward - Tiền phong phụ: Các cầu thủ có khả năng linh hoạt cao và có khả năng ghi điểm ở cự ly trung bình.
- SG - PG: Shooting Guard - Point Guard - Hậu vệ ghi điểm và Hậu vệ dẫn bóng: Các cầu thủ không cần cao to, nhưng có khả năng nhồi bóng tốt để kiểm soát và thiết kế tổ chức tấn công. Có thể ghi điểm ở cự ly xa 3 điểm.

## Các loại hình phòng thủ phổ biến nhất
- man-to-man defense: phòng thủ 1 kèm 1
- box one defense: 1 người kèm 1 người ném rổ chính còn 4 người còn lại phòng thủ theo khu vực
- zone defense: phòng thủ khu vực
- triangle defense: phòng thủ tam giác

## Các lỗi/luật
- Arm-push violation/Shooting foul: lỗi đánh tay (khi đối phương đang ném, chỉ được giơ tay ra phía trước để block (ngăn cản đối phương), không được đẩy tay hoặc kéo tay đối phương).
- Jumping violation: lỗi nhảy (đang cầm bóng lên, nhảy nhưng không chuyền hoặc ném rổ).
- Traveling violation: lỗi chạy bước (cầm bóng chạy từ 3 bước trở lên).
- Double dribbling: 2 lần dẫn bóng (đang dẫn bóng mà cầm bóng lên, rồi lại tiếp tục nhồi bóng).
- Backcourt violation: lỗi bóng về sân nhà (sau khi đã đem bóng sang sân đối phương, không được đưa bóng trở lại sân nhà).
- Offensive 3-second violation: cầu thủ của đội đang kiểm soát bóng sống ở phần sân trước không được đứng quá 3 giây trong khu vực hình thang/chữ nhật dưới rổ đối phương (kể cả hai chân hay 1 chân trong 1 chân ngoài).
- Defensive 3-second violation: cầu thủ của đội đang phòng ngự không được đứng quá 3 giây trong khu vực hình thang/chữ nhật dưới rổ (kể cả hai chân hay 1 chân trong 1 chân ngoài) nếu không kèm người (chỉ ở NBA).
- 5 seconds violation: lỗi 5 giây (cầm bóng quá 5 giây khi bị đối phương kèm sát (khoảng cách 1 cánh tay) mà không nhồi bóng, chuyền bóng hay ném rổ).
- 8 seconds violation: lỗi 8 giây (khi giành được quyền kiểm soát bóng ở phần sân nhà, trong vòng 8 giây phải đưa bóng sang sân đối phương)
- 24 seconds violation/shooting time: lỗi 24 giây (khi 1 đội giành được quyền kiểm soát bóng trong 24 giây phải ném rổ).
- Personal foul: lỗi cá nhân.
- Team foul: lỗi đồng đội (với NBA là 6 lỗi, và các giải khác, bình thường là 5 lỗi; sau đó với bất kỳ lỗi nào, đối phương đều được ném phạt).
- Technical foul: lỗi kỹ thuật/cố ý phạm lỗi (1 lỗi nặng sẽ được tính = 2 lỗi bình thường - personal foul, khi cầu thủ có những hành vi quá khích trên sân).
- Fouled out: đuổi khỏi sân (khi đã phạm 5-6 lỗi thường - tùy quy định).
- Free throw: ném tự do/ném phạt (khi cầu thủ bị lỗi trong tư thế tấn công rổ sẽ được ném phạt - 1 trái ném phạt chỉ tính 1 điểm).
- Charging foul: tấn công phạm quy
- Goaltending: Bắt bóng trên rổ (khi đối phương ném bóng đã vào khu vực bảng rổ mà đội kia chặn không cho bóng vào rổ thì đối phương vẫn được phép ghi điểm dựa vào vị trí ném bóng).

## Thuật ngữ về cách chơi
- Jump shot: ném rổ (nhảy lên và ném bóng).
- Fade away: ném ngửa người về sau.
- Hook shot: giơ cao và ném bằng một tay.
- Layup: lên rổ (chạy đến gần rổ, nhảy lên và ném bóng bật bảng).
- Dunk/Slam dunk: úp rổ.
- Alley-oop: nhận đường chuyền trên không và ghi điểm mà chân không tiếp đất (có thể là ném rổ hoặc úp rổ).
- Dribble: dẫn bóng.
- Rebound: bắt bóng bật bảng.
- Block: chắn bóng trên không.
- Steal: cướp bóng.
- Break ankle: cầu thủ cầm bóng đang dẫn về một phía bỗng đổi hướng đột ngột hoặc đảo bóng lắt léo làm người phòng thủ khó phán đoán, mất thăng bằng và ngã.
- Tip in: khi bóng không vào rổ mà bật ra, thay vì bắt bóng bật bảng, cầu thủ tấn công dùng tay đẩy bóng ngược trở lại vào rổ.
- Post move: cách đánh dùng vai để lấn từ từ tiến vào sát rổ (thường bị lỗi tấn công nếu không cẩn thận). Cách đánh này thường thấy ở các vị trí Center (Trung phong) và Power Forward (Tiền phong chính).

### Thuật ngữ các kiểu chuyền bóng
- Assistance/Assist: hỗ trợ - pha chuyền bóng mà ngay sau khi nhận bóng của đồng đội, cầu thủ nhận được bóng ghi điểm - cú chuyền đó được tính là một pha hỗ trợ.
- Direct pass/Chest pass: chuyền thẳng vào ngực.
- Bounce pass: chuyền đập đất.
- Overhead pass: chuyền bóng với động tác tay ở trên đầu.
- Outlet pass: sau khi đội phòng thủ bắt được bóng (rebound) pha chuyền bóng thực hiện ngay sau đó được gọi là outlet pass - hiếm khi nghe thấy.
- No look pass: chuyền đồng đội mà không nhìn người nhận bóng (thường nhìn vào một đồng đội khác để đánh lừa đối thủ), đây là tình huống thể hiện sự ăn ý trong thi đấu.

## Thuật ngữ khác
- "Three-point play": khi bị phạm lỗi trong tư thế tấn công trong khu vực 2 điểm mà pha bóng vẫn thành công, cầu thủ được ném phạt 1 lần. 2 điểm tính + 1 điểm ném phạt nếu thành công.
- "Four-point play" cũng giống như thế nhưng trong trường hợp ném 3 điểm. 3 điểm tính + 1 điểm ném phạt nếu thành công. Trường hợp này rất hiếm khi xảy ra.
- Spin move: động tác xoay người để thoát khỏi đối phương.
- Euro step: kĩ thuật di chuyển zic-zac khi lên rổ để tránh sự truy cản của đối phương
- Crossover Dribble: kỹ thuật thoát khỏi đối phương khi chuyển hướng đập bóng từ trái sang phải hoặc ngược lại, thường kết hợp với động tác dưới.
- Behind the Back & Between the Legs Crossover: kỹ thuật đập bóng qua sau lưng và qua háng/hai chân.
- Fast break: phản công nhanh (trường hợp này cần phải có tốc độ cao và chuyền bóng rất tốt). Thường trong các pha phản công nhanh, phần sân bên đối thủ chỉ có từ 1 đến 2 cầu thủ phòng thủ, và cầu thủ tấn công thường dùng các kĩ thuật như slam dunk để thực hiện được cú ghi điểm với khả năng ghi điểm cao nhất.

## Cách tính điểm
- Nếu một cầu thủ bị phạm lỗi trong khi cố gắng ghi điểm và không thành công, cầu thủ đó được ném phạt với số lần bằng giá trị điểm có thể ghi được. Một cầu thủ bị phạm lỗi trong khi cố gắng ghi 2 điểm sẽ được hai lần ném phạt. Một cầu thủ bị phạm lỗi trong khi cố gắng ghi 3 điểm sẽ được ba lần ném phạt.
- "Three-point play": khi bị phạm lỗi trong tư thế tấn công trong khu vực 2 điểm mà pha bóng vẫn thành công, cầu thủ được ném phạt và cũng thành công. 2 điểm ăn + 1 điểm ném phạt.
- "Four-point play" cũng giống như thế nhưng trong trường hợp ném 3 điểm. Trường hợp này rất hiếm khi xảy ra.
- Cú ném trong vòng 2 điểm: 2 điểm.
- Cú ném ngoài vòng 3 điểm: 3 điểm.
- Cú ném phạt: 1 điểm.

## Một số điều luật thay đổi
Một số thay đổi của điều luật năm 2008 tại Thụy Sĩ và bắt đầu được thực hiện ngày 1/10/2009. Tất cả các giải thi đấu bóng rổ tại Việt Nam đã được áp dụng các điều luật này.
Tất cả có năm điều thay đổi:
- Về đồng phục: Vận động viên (VĐV) không được mặc áo có tay phía bên trong áo thi đấu, kể cả áo đó có cùng màu với áo thi đấu.
- Bóng được tính là bóng lên sân trên khi người dẫn bóng có cả hai chân chạm vào mặt sân trên và bóng cũng chạm vào mặt sân trên (front count).
- Một VĐV nhảy từ phía sân trên và bắt được bóng trên không sau đó rơi trở lại phía sân sau thì pha bóng đó hợp lệ.
- Chạy bước: Một VĐV trong quá trình thi đấu cầm bóng trượt trên sân (khách quan) sẽ không bị phạm luật chạy bước (điều này khác với điều luật quy định về việc VĐV cầm bóng và lăn trên sân).
- Lỗi kỹ thuật (Technical foul): một VĐV cố tình đánh cùi chỏ sẽ bị phạt lỗi kỹ thuật (nếu không xảy ra va chạm).
- Lỗi phản tinh thần thể thao (Unsportmanlike Foul): Một VĐV phòng thủ sẽ bị phạt lỗi phản tinh thần thể thao nếu đẩy VĐV tấn công đang phản công từ phía sau hoặc phía bên mà trước mặt VĐV tấn công đó không còn VĐV phòng thủ nào, sau đó pha phạm lỗi đó có thể gây ra chấn thương (FIBA ASIA Lưu trữ ngày 5 tháng 1 năm 2010 tại Wayback Machine).

## Chiều cao
Ở trình độ chuyên nghiệp, phần lớn nam giới chơi đều cao trên 1,91 m và hầu hết phụ nữ cao trên 1,70 m. Hậu vệ, người mà sự phối hợp thể chất và kỹ năng xử lý bóng là rất quan trọng, có xu hướng là những cầu thủ nhỏ nhất. Hầu như tất cả các tiền đạo trong các giải đấu hàng đầu của nam giới đều cao 1,98 m hoặc cao hơn. Hầu hết các trung phong đều hơn 2,08 m. Theo một cuộc khảo sát cho tất cả các đội NBA, chiều cao trung bình của tất cả các cầu thủ NBA chỉ dưới 2,01 m, với trọng lượng trung bình là gần 101 kg. Các cầu thủ cao nhất trước giờ ở giải NBA là Manute Bol và Gheorghe Mureşan, cả hai đều cao 2,31 m. Người chơi NBA cao nhất hiện nay là Sim Bhullar, người cao 2,26 m. Với chiều cao 2,18 m, Margo Dydek là cầu thủ cao nhất trong lịch sử của WNBA. Người chơi thấp nhất trong NBA là Muggsy Bogues, chỉ cao 1,60 m. Các cầu thủ có chiều cao khiêm tốn khác cũng đã phát triển mạnh ở cấp độ chuyên nghiệp. Anthony "Spud" Webb chỉ cao 1.70 m, nhưng có khả năng bật nhảy cao 1,1 m thẳng đứng, cho anh ta chiều cao đáng kể khi nhảy. Trong khi người chơi thấp hơn thường vào thế bất lợi trong một số khía cạnh của trận đấu, bù lại khả năng của họ để di chuyển một cách nhanh chóng thông qua khu vực đông đúc của sân và cướp bóng bằng cách tiếp cận những điểm yếu.

## Các biến thể của bóng rổ
Các biến thể của bóng rổ là các hoạt động dựa trên môn bóng rổ, nó sử dụng các kỹ năng và thiết bị bóng rổ thông thường (chủ yếu là quả bóng và rổ). Một số biến thể chỉ là những thay đổi về bề mặt, trong đó một số khác biệt là các mức độ chơi khác nhau của bóng rổ. Các biến thể khác bao gồm các trò chơi dành cho trẻ em, các cuộc thi hoặc hoạt động nhằm giúp người chơi tăng cường kỹ năng.
Các thể thao bóng rổ chính với các biến thể dựa trên môn bóng rổ bao gồm bóng rổ xe lăn, bóng rổ nước, bóng rổ trên biển, Slamball, bóng rổ đường phố và bóng rổ trên xe đạp một bánh. Một phiên bản bóng rổ trước đó, chủ yếu là do phụ nữ và trẻ em gái, là bóng rổ sáu - trên - sáu. Horseball là một trò chơi được chơi trên lưng ngựa nơi một quả bóng được xử lý và ghi điểm bằng cách bắn bóng thông qua một lưới cao (khoảng 1.5m x 1.5m). Thậm chí còn có một hình thức chơi trên những con lừa được gọi là bóng rổ Donkey, nhưng phiên bản đó đã bị các nhóm quyền động vật lên án.
Thi đấu một nửa sân
Có lẽ biến thể phổ biến nhất của bóng rổ là trận đấu nửa sân, chơi trong môi trường không chính thức mà không có trọng tài hoặc các quy tắc nghiêm ngặt. Chỉ có một giỏ được sử dụng, và quả bóng phải được "lấy lại" hoặc "dọn dẹp" - chuyền hoặc rong ruổi ngoài đường ba điểm mỗi lần sở hữu quả bóng thay đổi từ đội này sang đội kia. Các trò chơi nửa dãi đòi hỏi sức chịu đựng tim mạch ít hơn, vì người chơi không cần chạy trốn tràn trề. Trận nửa sân tăng số cầu thủ có thể sử dụng sân nhà hoặc ngược lại, có thể được chơi nếu không có đủ số lượng để tạo thành đội 5-trên-5.

## Bóng rổ ảo
Bóng rổ ảo đã được phổ biến trong những năm 1990 sau sự ra đời của Internet. Trò chơi được phổ biến bởi ESPN Fantasy Sports, NBA.com và Yahoo! Fantasy Sports. Các trang web thể thao khác cung cấp cùng một định dạng biến trò chơi trở nên thú vị với những người tham gia thực sự sở hữu những cầu thủ cụ thể.

## Bóng rổ quốc tế
Liên đoàn Bóng rổ Quốc tế (FIBA) được thành lập năm 1932 bởi 8 nước sáng lập: Argentina, Tiệp Khắc, Hy Lạp, Ý, Latvia, Bồ Đào Nha, Rumani và Thụy Sỹ. Vào thời điểm ấy, tổ chức chỉ giám sát các cầu thủ nghiệp dư. Từ viết tắt của nó, có nguồn gốc từ Liên đoàn Bóng rổ Pháp, là "FIBA". Bóng rổ của nam giới lần đầu tiên được đưa vào Thế vận hội mùa hè Berlin 1936, mặc dù giải đấu được tổ chức vào năm 1904. Hoa Kỳ đánh bại Canada trong trận chung kết đầu tiên, chơi ở ngoài trời. Sự cạnh tranh này được chiếm ưu thế bởi Hoa Kỳ, đội của họ đã giành được tất cả danh hiệu, trừ ba. Việc đầu tiên xảy ra trong một trận chung kết gây tranh cãi ở Munich năm 1972 thi đấu với Liên Xô, trong đó trận đấu kết thúc được chơi lại 3 lần cho đến khi Liên Xô chiến thắng. Vào năm 1950, giải vô địch bóng rổ thế giới đầu tiên của FIBA dành cho nam giới, được biết đến như là Giải Bóng rổ FIBA, được tổ chức tại Argentina. Ba năm sau, giải vô địch bóng rổ thế giới lần thứ I dành cho phụ nữ, được biết đến như là Giải bóng rổ nữ của FIBA, được tổ chức tại Chile. Bóng rổ nữ đã được bổ sung vào Thế vận hội năm 1976, được tổ chức tại Montréal, Québec, Canada với các đội như Liên Xô, Brazil và Úc đối đầu với đội tuyển Hoa Kỳ.
Vào năm 1989, FIBA đã cho phép những cầu thủ NBA chuyên nghiệp tham gia Thế vận hội lần đầu tiên. Trước Thế vận hội mùa hè 1992, chỉ có các đội châu Âu và Nam Mỹ mới được phép tham gia vào các kỳ thi Thế vận hội. Sự thống trị của Hoa Kỳ tiếp tục với việc giới thiệu của Dream Team. Trong Thế vận hội Athens năm 2004, Hoa Kỳ có trận thua lần đầu tiên trong khi sử dụng cầu thủ chuyên nghiệp, rơi xuống Puerto Rico (mất 19 điểm) và Lithuania trong các trận đấu nhóm, và bị loại tại bán kết bởi Argentina. Nó cuối cùng đã giành huy chương đồng giành Lithuania, kết thúc sau Argentina và Italy. Đội nhận thưởng, giành huy chương vàng tại Thế vận hội 2008, và đội B, giành huy chương vàng tại Giải vô địch bóng đá thế giới năm 2010 ở Thổ Nhĩ Kỳ mặc dù không có cầu thủ nào từ đội hình năm 2008. Hoa Kỳ tiếp tục thống trị khi họ giành huy chương vàng tại Thế vận hội 2012, FIBA World Cup 2014 và Thế vận hội 2016.
Các giải đấu bóng rổ trên toàn thế giới được tổ chức dành cho nam và nữ ở tất cả các độ tuổi. Sự phổ biến toàn cầu của môn thể thao này được phản ánh trong các quốc tịch đại diện trong NBA. Người chơi từ cả sáu lục địa đang sinh sống hiện đang chơi ở NBA. Các cầu thủ quốc tế hàng đầu bắt đầu tham gia vào NBA vào giữa những năm 1990, bao gồm Croatia Dražen Petrović và Toni Kukoč, Vlade Divac của Serbia, Lithuania Arvydas Sabonis, Šarūnas Marčiulionis, Dutchman Rik Smits và Detlef Schrempf của Đức.
Tại Philippines, trận đấu đầu tiên của Hiệp hội bóng rổ Philippines được diễn ra vào ngày 9 tháng 4 năm 1975 tại Araneta Coliseum ở Cubao, thành phố Quezon, Philippines. Nó được thành lập như là một cuộc trỗi dậy của một số đội từ Hiệp hội Thể thao Thương mại và Công nghiệp Manila đã bị quản lý chặt chẽ bởi Hiệp hội Bóng rổ Philippines (nay đã ngừng hoạt động), hiệp hội quốc gia sau đó được FIBA công nhận. Chín đội từ MICAA đã tham gia vào mùa giải đầu tiên của giải đấu khai mạc vào ngày 9 tháng 4 năm 1975.
NBL là giải bóng rổ chuyên nghiệp của nam Úc. Giải đấu bắt đầu vào năm 1979, chơi một mùa đông (tháng 4-9) và đã làm như vậy cho đến khi kết thúc mùa giải thứ 20 năm 1998. Mùa giải 1998-99 chỉ bắt đầu vài tháng sau đó là mùa đầu tiên sau khi chuyển sang mùa hè hiện tại (tháng 10 đến tháng 4). Sự thay đổi này là một nỗ lực để tránh cạnh tranh trực tiếp với các bộ luật bóng đá khác nhau của Úc. Nó có 8 đội từ khắp nước Úc và một ở New Zealand. Một vài người chơi bao gồm Luc Longley, Andrew Gaze, Shane Heal, Chris Anstey và Andrew Bogut đã làm cho nó trở nên nổi tiếng trên toàn thế giới, trở thành poster cho thể thao ở Úc. Liên đoàn Bóng rổ Nữ quốc gia bắt đầu vào năm 1981.

## Bóng rổ Việt Nam

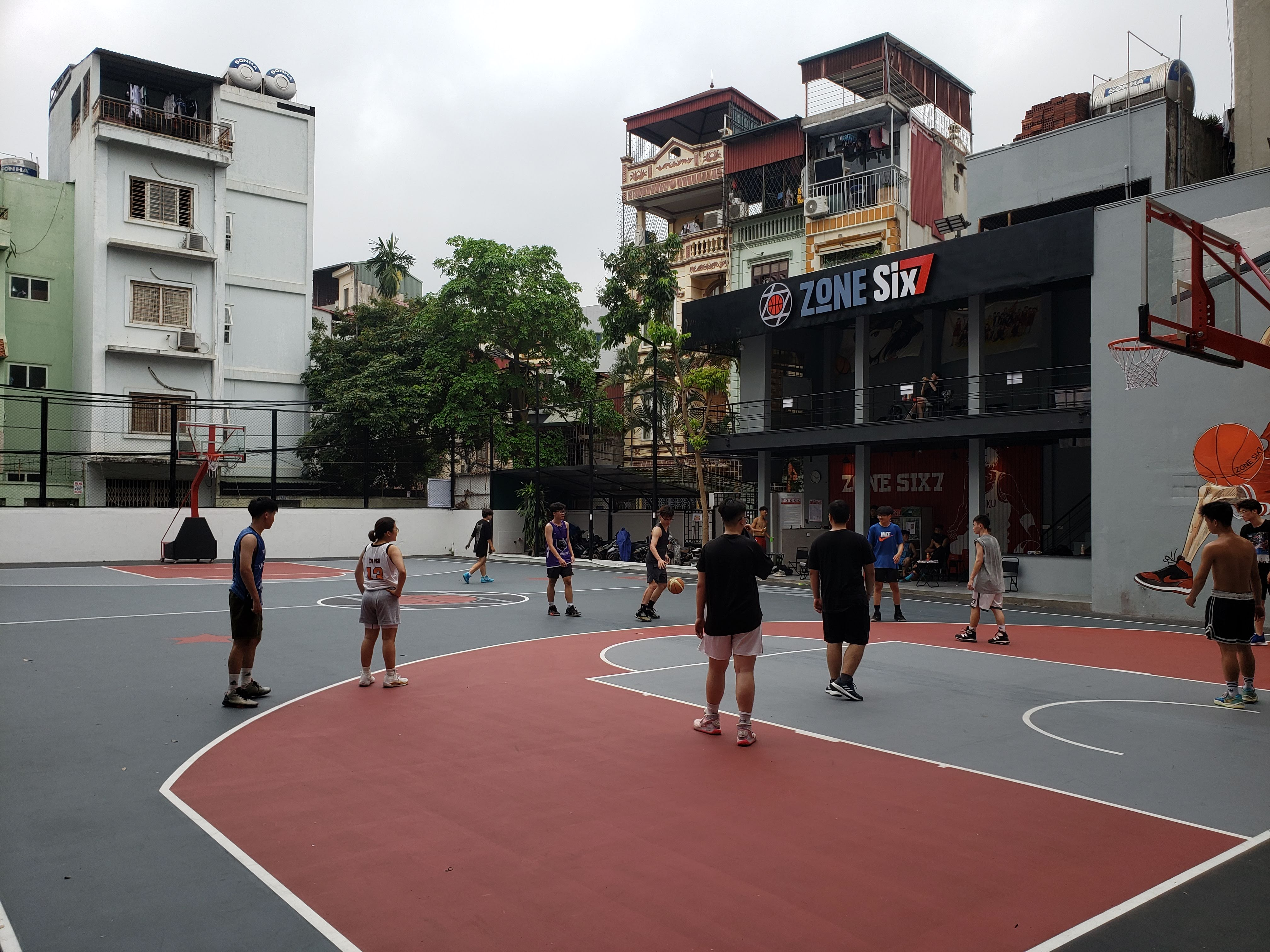
Một trận bóng rổ đường phố tại quận Đống Đa, Hà Nội

Tại Việt Nam, sự ủng hộ của nhà nước và người hâm mộ dành cho bộ môn bóng rổ vẫn còn khiêm tốn. Bóng rổ ở Việt Nam ít có sự đầu tư từ nhà nước. Hội bóng rổ Việt Nam nay là Liên đoàn Bóng rổ Việt Nam, được thành lập ngày 19 tháng 4 năm 1962 theo quyết định số 161-NV của Bộ trưởng Bộ Nội vụ. Đại hội Liên đoàn Bóng rổ Việt Nam lần thứ VI năm 2015 đã có nhiều quyết định quan trọng, với mục tiêu phát triển bóng rổ trở thành môn thể thao phổ biến thứ hai sau bóng đá. Trước đó, vào năm 1952, đội tuyển bóng rổ quốc gia Việt Nam đã được thành lập và chính thức gia nhập FIBA.
Giải bóng rổ chuyên nghiệp Việt Nam (VBA) là giải bóng rổ chuyên nghiệp đầu tiên tại Việt Nam đang được phổ biến. Sau thành công tại mùa giải 2016, VBA tiếp tục tổ chức tiếp các mùa giải kế tiếp với đông đảo các ứng viên đến từ nhiều tỉnh thành tham gia. Ngoài giải VBA thì nhiều giải bóng rổ phong trào, tự phát cũng được tổ chức tại khắp các tỉnh thành Việt Nam như Hà Nội, Đà Nẵng, và thành phố Hồ Chí Minh.
Việt Nam cũng góp mặt một đội bóng rổ đi thi đấu ở giải bóng rổ nhà nghề Đông Nam Á. Năm 2021, lần đầu tiên trong lịch sử, hai đội tuyển bóng rổ quốc gia nam và nữ 3x3 Việt Nam đã đồng thời đoạt huy chương bạc tại SEA Games 31.